# Розомашвили, Эмзар Нугзарович
Эмзар Нугзарович Розомашвили (род. 11 июля 1985) — российский футболист, полузащитник. Игрок в пляжный футбол.

## Биография
Воспитанник ДЮСШ «Шинника» Ярославль. В 2003—2005 годах играл за дубль команды и «Шинник-2-Водоканал» в первенстве КФК. За главную команду провёл один матч — 3 июля 2004 года в первом, гостевом матче второго раунда Кубка Интертото против чешского «Теплице» (2:1). В 2006 году перешёл в команду второго дивизиона «Елец». Провёл семь матчей, получил серьёзную травму и завершил профессиональную карьеру футболиста.
Сменив ряд работ, стал трудиться в эксплуатационном вагонном депо «Ярославль-Главный».
С 2008 года — игрок любительских футбольных команд «НКЗ-Шинник» (2008), «Динамо» Кострома (2009), «Кооператор-Вичуга»/«Вичуга» (2010—2015) (один матч в розыгрыше Кубка России 2011/2012), «Нефтяник» Ярославль (2017—2018).
Выступал за ярославские команды по пляжному футболу «Подводник» (2014 — 10 матчей в чемпионате России и три, один гол — в Кубке) и «Авангард» (2015 — два матча в Кубке России).
Участник Кубка ОАО «РЖД» (2019).